# Kush
Kush – singel amerykańskiego rapera i producenta muzycznego Dr. Dre, który promował zapowiadany od kilku lat album pt. Detox. Gościnnie występują Snoop Dogg i Akon. Do singla powstał teledysk.

## Lista utworów
Cyfrowy singel
| Nr | Tytuł  | Kompozytorzy                                                                                | Producent | Goście            | Czas |
| -- | ------ | ------------------------------------------------------------------------------------------- | --------- | ----------------- | ---- |
| 01 | "Kush" | K. Rahman, A. Young A. Thiam, A. Johson D. Tannenbaum, A. Ransom M. Jones III, B. Honeycutt | DJ Khalil | Snoop Dogg & Akon | 3:55 |

Physical singel
| Nr | Tytuł               | Kompozytorzy                                                                                | Producent | Goście            | Czas |
| -- | ------------------- | ------------------------------------------------------------------------------------------- | --------- | ----------------- | ---- |
| 01 | "Kush"              | K. Rahman, A. Young A. Thiam, A. Johson D. Tannenbaum, A. Ransom M. Jones III, B. Honeycutt | DJ Khalil | Snoop Dogg & Akon | 3:58 |
| 02 | "Kush Instrumental" |                                                                                             | DJ Khalil |                   | 3:55 |

## Notowania
| Notowanie (2010)                     | Najwyższa pozycja |
| ------------------------------------ | ----------------- |
| Canadian Hot 100                     | 33                |
| Switzerland (Media Control AG)       | 62                |
| UK Singles Chart                     | 57                |
| U.S. Billboard Hot 100               | 34                |
| U.S. Billboard Hot R&B/Hip-Hop Songs | 47                |
| U.S. Billboard Rap Songs             | 11                |
| Irish Singles Chart                  | 112               |

## Historia wydania
| Kraj                           | Data               | Format                 |
| ------------------------------ | ------------------ | ---------------------- |
| Stany Zjednoczone              | 18 listopada, 2010 | Digital download       |
| Wielka Brytania                | 21 listopada, 2010 | Digital download       |
| Stany Zjednoczone Rhythm Radio | 23 listopada, 2010 | dostępne tylko w radiu |
| Stany Zjednoczone Urban Radio  | 7 grudnia, 2010    | dostępne tylko w radiu |